# Cécile Ritter-Ciampi
Cécile Ritter-Ciampi (París, 22 de novembre de 1859 - Saint-Briac-sur-Mer, setembre de 1939) fou una soprano operística francesa.

## Biografia
Cécile Ritter era filla del músic compositor Eugène Prévost i germana del músic pianista i compositor francès Théodore Ritter (1840-1886), qui li va donar classes de piano. Als setze anys va fer una gira pel Brasil amb el seu germà Théodore. De retorn a París, va estudiar amb Carlota Patti i amb Marie Caroline Miolan-Carvalho. A més, va fer estudis de declamació i d'interpretació d'òpera còmica.
Una de les seves aparicions en hemeroteques ens informa d'un concert del 25 de febrer de 1873 amb el seus germans Paul i Théodore a l'església de Saint-Roch de París.
En el seu debut va estrenar l'òpera Paul et Virginie de Victor Massé el 15 de novembre de 1876 al Théâtre Lyrique de París (abans Théâtre de la Gaité), amb un argument basat en la novel·la homònima de Jacques-Henri Bernardin de Saint-Pierre amb llibret de Jules Barbier i Michel Carré. Al costat de Cécile, va estrenar l'obra el tenor Victor Capoul, en el paper de Paul. Al llarg de la seva vida va ser sempre recordada per aquest paper.
El novembre de 1877 va interpretar el paper de l'emperadriu Caterina de l'òpera còmica L'Étoile du Nord de Giacomo Meyerbeer, sense l'èxit assolit amb Paul et Virginie.
Al llarg de la seva curta carrera, finalitzada en casar-se, va cantar, entre altres ciutats, a París, Viena, Bolonya, Milà, Barcelona, Lisboa, Marsella, Bordeus, Lieja i Palerm.
A començaments de 1883 va cantar a Viena i a Vicenza, Itàlia, les òperes Carmen de Georges Bizet (com a Micaela) i Mignon d'Ambroise Thomas.
L'octubre de 1883 va cantar al Teatro Comunale de Bolonya el paper d'Ofèlia de l'òpera Amleto (Hamlet) d'Ambroise Thomas. El mes següent hi va cantar Fra Diavolo de Daniel Auber. Va fer més tard la temporada 1883-1884 del Teatro São Carlos de Lisboa, cantant un altre cop Amleto, a partir del 4 de gener de 1884. Hi va cantar més tard Mignon de Thomas, el mes de març, acomiadant-se del teatre en la funció del 30 de març. Abans d'això, el 27 de gener de 1884, havia participat en un concert a benefici del pianista Eugenio Masoni, que havia patit un atac de bogeria.
Va participar en la temporada 1884-1885 del Gran Teatre del Liceu de Barcelona, cantant únicament en les quatre representacions de l'òpera Amleto, entre el 21 de novembre i el 6 de desembre de 1884.
Es va casar a París el març de 1886 amb el baríton italià Enzo Ciampi-Cellai (1855-1927). Foren pares de la soprano parisenca Gabrielle Ritter-Ciampi (1886-1974) i del pianista i compositor Marcel Ciampi (1891-1980). Amb el seu marit van fundar una escola de cant.
Va morir a un convent de Saint-Briac-sur-Mer.